# Marsassoum

Marsassoum är en ort vid floden Soungrougrou i södra Senegal. Den ligger i regionen Sédhiou och hade 7 029 invånare vid folkräkningen 2013.